# Karoliniska
Karoliniska är ett austronesiskt språk, som talas i Nordmarianerna och av en del på ögruppen Karolinerna. Språket talas av uppskattningsvis drygt 3 000 människor. Alfabetet innehåller 31 tecken.